# Misa Minera de La Unión
Misa Minera es un disco grabado en 1988 en los estudios Sonolán en Madrid. Al cante, participa Encarnación Fernández, emblemática cantaora de La Unión (Murcia, España) que ganó la Lámpara Minera en el Festival del Cante de las Minas, en dos ocasiones (1979 y 1980). También participa Francisco Rabadán Órtiz (Paco Rabadán), cantaor madrileño de origen toledano (nacido en Urda) que obtiene el premio nacional del Cante de las Minas en la categoría de Malagueñas en el año 1987. Las letras corren a cargo de Miguel Hernández-Luike, Premio de Poesía "Antonio Machado" del Ayuntamiento de Sevilla por un canto al río Guadalquivir, y además ostenta siete premios consecutivos por letras de flamenco para el Festival del Cante de las Minas y el castillete de Oro de la Unión.

## Presentación
En palabras del padre Diez-Alegría:
" La Misa Minera de la Unión es un intento muy interesante de canto religioso inclulturado popularmente. Las letras de Enrique Hernández tienen profundo sentido cristiano y teológico, en un lenguaje popular, minero, expresivo, con aliento poético de sencillez folclórica, en la tradición de los destivales de la Unión. El cante de Encarnación y de Paco es hondamente religioso. Lo es todo el cante flamenco puro y clásico. Aquí, con una letras transidas de fe y esperanza cristianas, la música se explicita en dimensión de sentimiento, de anhelo, de plegaria, desde la hondura dramática de la condición humana del pueblo pobre y doliente, con su queja, su expectación y su gracia de seguir viviendo y esperando. Música religiosa auténtica en la genuina y profunda humanidad del mejor cante flamenco. Esta es la idea de esta Misa Minera que ha logrado plasmarse con estremecedora inspiración"
El artífice de este magnífico disco es Enrique Hernández-Luike que es el productor desde la plataforma Luike-Motorpress,S.A., aunque la producción ejecutiva corresponde a Miguel A. Zubillaga. La primera guitarra es José María "El Mami", y la segunda Paquito Rabadán (hijo de Paco Rabadán). Colaboran como asesores en la forma de ejecución de los cantes los flamencólogos Felipe Velasco (El Yayo), y Aquilino López (Caroles).
Este trabajo de profunda inspiración religiosa es también muy importante por la diversidad y pureza de la ejecución de los cantes, que en cierta medida supone una formulación de como es el cante de las minas para grandes entendidos como los flamencólogos antes citados, y dos terceros que no aparecen citados pero que dan Escuela a Encarnación Fernández y Paco Rabadán, el mítico Pencho Cross (cantaor fundador de una innovadora escuela flamenca de la forma en que se ejecutan los cantes de las miinas) y su inseparable amigo Antonio Fernández (guitarrista), padre de Encarnación.

## Temas

### CARA A
| Pista | Forma religiosa | Palo Flamenco    | Duración | Título                          | Cantaor               |
| ----- | --------------- | ---------------- | -------- | ------------------------------- | --------------------- |
| 1     | Introito        | Minera           | 4,22"    | Codo con codo conmigo           | Paco Rabadán          |
| 2     | Oración         | Levantica        | 2,14"    | Es mi gozo y mi alegría         | Encarnación Fernández |
| 3     | Kirie           | Minera           | 4,22"    | Kirie eleison, Christie eleison | Paco Rabadán          |
| 4     | Oración         | Cante de madrugá | 2,07"    | Antes de salir el sol           | Encarnación Fernández |
| 5     | Gloria          | Cartagenera      | 3,30"    | Gloria a Dios en las alturas    | Paco Rabadán          |
| 6     | Gloria          | Taranto          | 2,52"    | Un minero, por taranto          | Paco Rabadán          |
| 7     | Credo           | Fandango Minero  | 1,53"    | Creo en el Cristo Jesús         | Encarnación Fernández |
| 8     | Credo           | Cartagenera      | 2,56"    | Al lado del Padre está          | Encarnación Fernández |

### CARA B
| Pista | Forma religiosa | Palo Flamenco | Duración | Título                      | Cantaor               |
| ----- | --------------- | ------------- | -------- | --------------------------- | --------------------- |
| 9     | Ofertorio       | Granaina      | 4,35"    | Pongo un cante granaino     | Paco Rabadán          |
| 10    | Sanctus         | Murciana      | 3,13"    | Señor del cielo y la mina   | Encarnación Fernández |
| 11    | Oración         | Levantica     | 3,03"    | Escalofrío                  | Paco Rabadán          |
| 12    | Padre Nuestro   | Taranta       | 3,37"    | Padre que en el cielo estás | Encarnación Fernández |
| 13    | Padre Nuestro   | Minera        | 3,36"    | El más sabio de la mina     | Encarnación Fernández |
| 14    | Comunión        | Cartagenera   | 4,03"    | Le pregunta un barrenero    | Paco Rabadán          |
| 15    | Cante final     | Malagueña     | 4,16"    | Minera y edificante         | Paco Rabadán          |